# Vältning

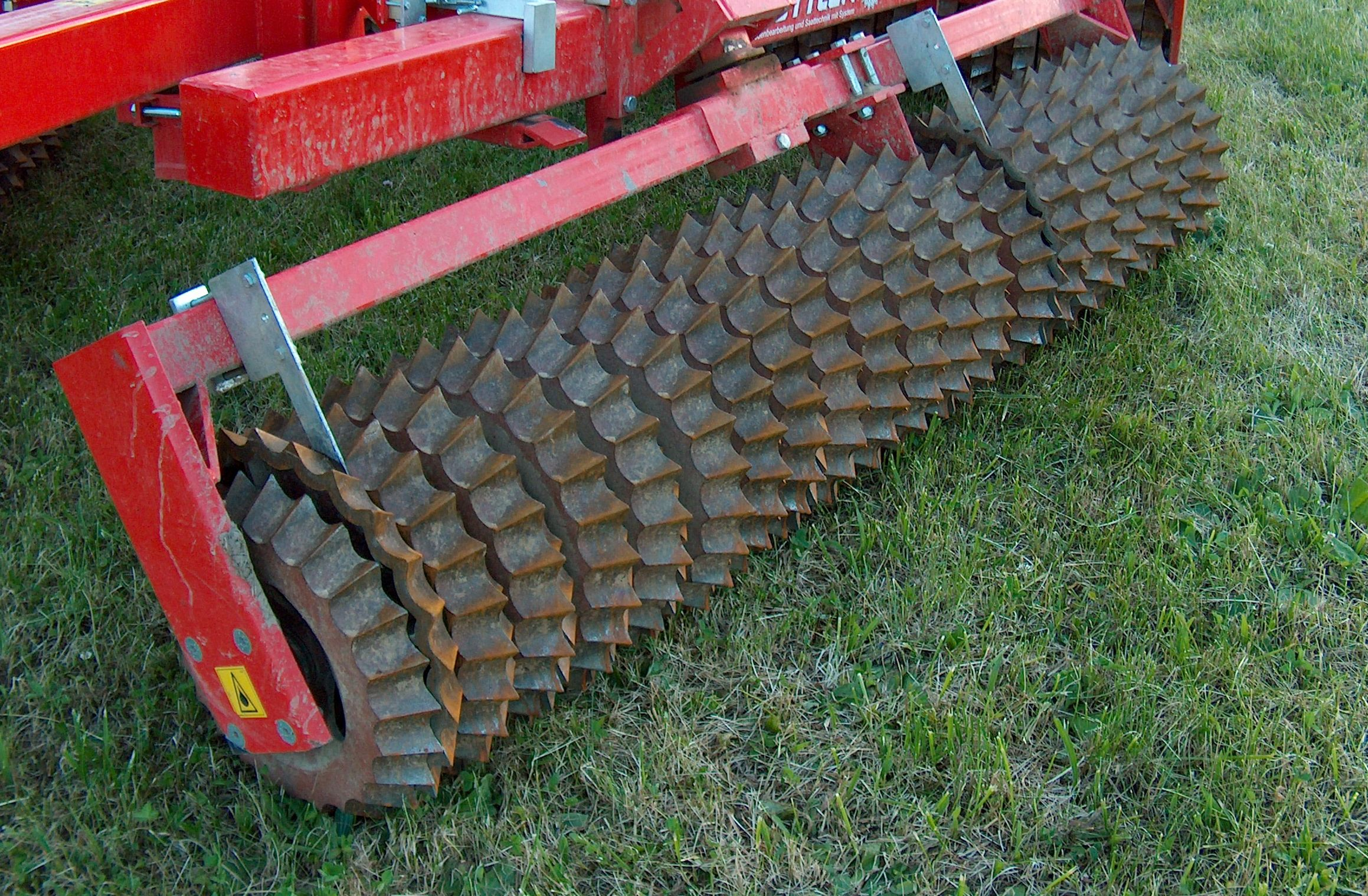
En vält för jordbearbetning

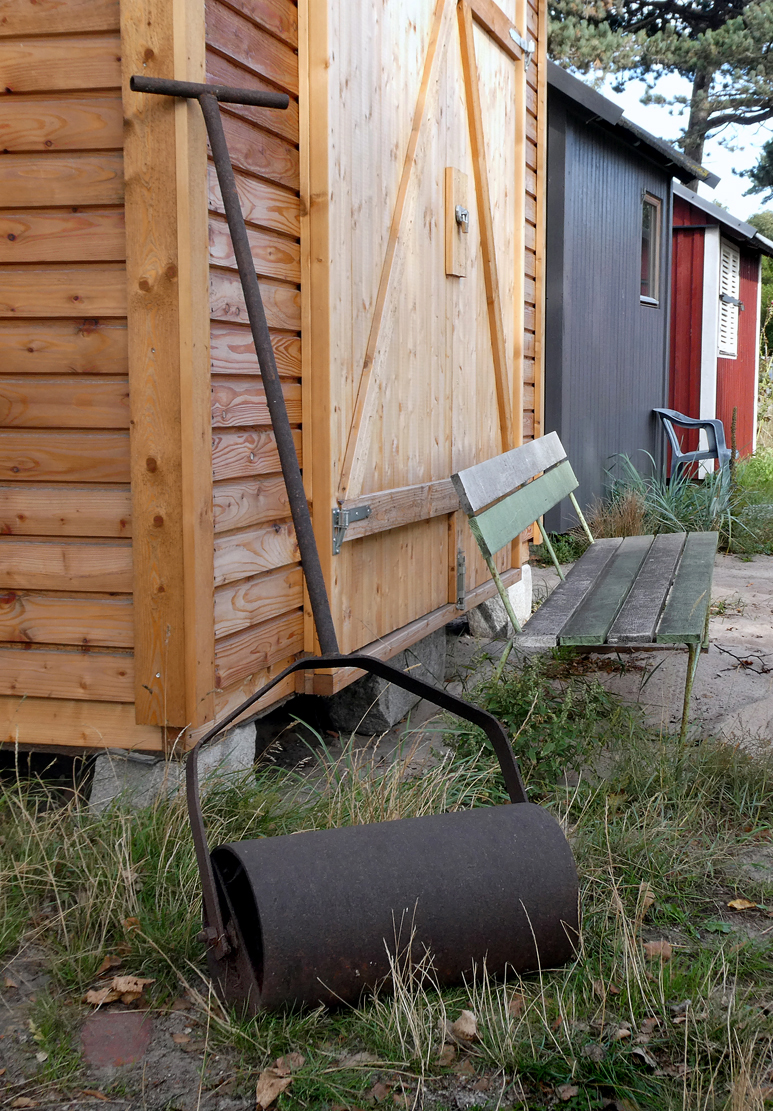
En handtrumla för mindre ytor som villaträdgård eller koloniträdgård.

Vältning är inom jordbearbetning en medveten packning av marken direkt efter sådd eller som del av jordbearbetning. Vältningen trycker ner marken, vilket förbättrar anslutningen mellan frö och markyta. Välten krossar också jordklumpar samt förbättrar vattenhushållningen på fältet.
Vältningen sker med en vält, där flera olika undertyper kan urskiljas:
- Cambridgevält
- Knastvält
- Ribbvält
- Ringvält
- Slätvält

Vält kallas efter gammalt även trumla, bult eller kornstock. Namnet kornstock kommer av att den främst brukades på kornåkrar, aldrig på rågåkrar. En vält finns avbildad redan i Historia om de nordiska folken men det dröjde till 1700-talet innan den blev vanlig, i vissa landskap dyker välten upp först under 1800-talet. Den bestod ursprungligen av en rund ekstock eller ibland av två bredvid varandra placerade stockar, som på järnaxlar var förbundna med ett ramverk, på vilket man vid behov kunde lägga på stenar som tyngd.
Under slutet av 1800-talet började trävältarna att ersättas av gjutna ringvältar.